# Crecimiento económico

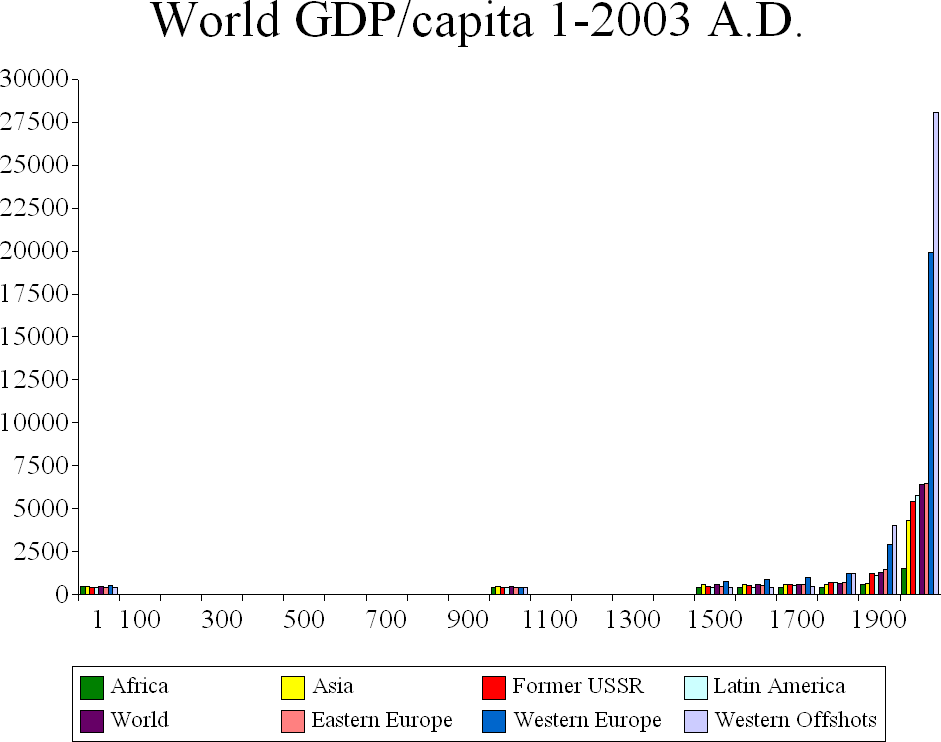
Crecimiento económico desde el año 1 hasta el 2003 por zonas geográficas y mundial.

El crecimiento económico es el aumento de renta o valor de bienes y servicios finales producidos por una economía (generalmente de un país o una región) en determinado periodo (generalmente en un año).
A grandes rasgos, el crecimiento económico se refiere al incremento de ciertos indicadores, como la producción de bienes y servicios, el mayor consumo de energía, el ahorro, la inversión, una balanza comercial favorable, el aumento del consumo per cápita, etc. La mejora de estos indicadores debería llevar teóricamente a un alza en los estándares de vida de la población.

## Medida del crecimiento económico
Habitualmente el crecimiento económico se mide en porcentaje de aumento del producto interno bruto real ("real" significa "ajustado por inflación") puede dividirse en cinco componentes: crecimiento en
- población adulta
- producción por unidad de insumo de trabajo (productividad laboral),
- horas trabajadas (intensidad),
- porcentaje de la población en edad de trabajar que realmente trabaja (tasa de participación) y
- proporción de la población en edad de trabajar con respecto a la población total (demografía).[4]

## Aritmética de crecimientos parciales
El crecimiento total en un período compuesto de varios períodos parciales es ligeramente superior a la suma de los crecimientos de los períodos parciales. Ejemplos:
- Si una economía presenta un crecimiento de un 2,0 % cada uno de los cuatro trimestres de un año, el crecimiento anual de esa economía será aproximadamente 8,24 % (obsérvese que 1.02*1.02*1.02*1.02=1.08243216).
- Si los crecimientos trimestrales respectivos son 1,0 %, 2,0 %, 3,0 % y 4,0 %, el crecimiento anual de esa economía será aproximadamente 10,36 % (obsérvese que 1.01*1.02*1.03*1.04=1.10355024)

## Principales factores del crecimiento económico
El crecimiento económico es causado por diversos cambios en la economía. En un período de tiempo, alguno de los factores pueden ser más importantes que otros. Los principales factores del crecimiento económico son: recursos naturales, recursos humanos, acumulación de capital, cambio tecnológico, innovación y estabilidad sociopolítica.
Si bien los recursos naturales afectaron fuertemente el crecimiento económico pasado, actualmente su impacto en la variación del producto es limitado. En las economías actuales el factor más importante el capital humano enfocado en la innovación que produzca (o adopte) nuevos avances y efectúen un cambio tecnológico que aumente la productividad.

## Crecimiento y bienestar
El crecimiento económico de un país se considera importante porque está relacionado con el PIB per cápita, y este indicador está correlacionado estadísticamente con el bienestar socioeconómico de un país debido a la relativa abundancia de bienes económicos materiales de los cuales disponen los ciudadanos de un país para su consumo.
Sin embargo, el valor de los bienes producidos o consumidos no necesariamente está directamente relacionado con el bienestar, por ejemplo, podemos imaginar una sociedad en la que se produce tabaco u otra droga con efectos negativos para la salud y que contribuyen al PIB con una cantidad N, y que simultáneamente se producen tratamientos médicos que compensan los efectos por una cantidad P. Comparando con una economía idéntica a la anterior pero en la que no se produzcan los productos de efectos adversos ni el tratamiento médico compensatorio y con PIB Y0, la segunda tendría un PIB más elevado Y0 + N + P, sin embargo, en ambas sociedades el bienestar general sería el mismo, ya en la segunda que los efectos adversos han sido compensados por los tratamientos médicos.
Para una mejor comprensión de desarrollo económico como componente del bienestar se recomienda revisar el Índice de Desarrollo Humano y el Índice de Progreso Social.

## Crecimiento a corto y largo plazo
La variación a corto plazo del crecimiento económico se conoce como ciclo económico, y casi todas las economías viven etapas de recesión de forma periódica. El ciclo puede confundirse puesto que las fluctuaciones no son siempre regulares. La explicación de estas fluctuaciones es una de las tareas principales de la macroeconomía. Hay diferentes escuelas de pensamiento que estudian las causas de las recesiones y las políticas necesarias para salir de ellas (véase keynesianismo, monetarismo, economía neoclásica y neokeynesiana). La variación a corto plazo del crecimiento económico ha sido minimizada en los países de mayores ingresos desde principios de los 90, lo que se atribuye en parte a una mejor gestión macroeconómica.
El estudio del crecimiento económico de largo plazo es un asunto fundamental del estudio de la economía. A pesar de las advertencias enumeradas anteriormente, el aumento del PIB de un país suele considerarse como un aumento en el nivel de vida de sus habitantes. En períodos largos, incluso pequeñas tasas de crecimiento anual pueden tener un efecto significativo debido a su conjugación con otros factores. Una tasa de crecimiento del 2,5% anual conduciría al PIB a duplicarse en un plazo de 30 años, mientras de una tasa de crecimiento del 8% anual (experimentada por algunos países como los cuatro dragones asiáticos) llevaría al mismo fenómeno en un plazo de solo 10 años. Cuando una población aumenta, para ver mejoras en el nivel de vida, el PIB tiene que crecer más rápido que esa población. Este análisis busca entender porque existen tasas muy dispares de crecimiento económico en algunas regiones del mundo.

### Crecimiento histórico desde elsigloXIX
Hasta finales del siglo XIX no existieron estadísticas suficientemente detalladas para calcular el crecimiento económico. Para el pasado, A. Maddison (2001) presentó cálculos estimativos que en consonancia con otras fuentes muestran que el crecimiento económico durante la Edad Media y hasta el siglo XIX fue lento. De 1870 hasta la Primera Guerra Mundial el crecimiento fue muy rápido. [cita requerida]Durante la Primera Guerra Mundial, la Gran Depresión de entreguerras y la Segunda Guerra Mundial el crecimiento se ralentizó algo, aunque siguió siendo alto con respecto a las tasas observadas antes del siglo XIX. Tras el final de la última Guerra Mundial llegó la época dorada del crecimiento económico entre 1945 y 1970, con una expansión sin parangón histórico. De 1970 a la actualidad a 2007 fue más lento, pero aun así alto; presentándose eso sí un aumento de la diferencia de crecimiento entre países ricos, que crecieron algo más rápido, y países pobres. Históricamente el crecimiento antes del siglo XIX entre países ricos y pobres había sido más equilibrado.

### Crecimiento económico sostenido
Es un concepto relativamente nuevo dentro de la historia humana. El crecimiento del PIB por años fue muy bajo por lo que no se tomó a consideración en los pensadores de la época. Fue hasta después de 1800 que el PIB per cápita podía cambiar el nivel de vida en tan solo una o dos generaciones. Las tasas de crecimiento difieren entre naciones y una variación en la misma en el periodo de un año tiene gran impacto sobre el nivel de ingreso per cápita en un periodo prolongado.
El crecimiento de los ingresos se puede dividir en dos categorías principales: crecimiento por aumento de las rentas (p.ej. capital, trabajo) y aumentos de productividad (p. e. las nuevas tecnologías). A largo plazo, el progreso tecnológico es necesario a fin de mejorar los niveles de vida, ya que no es posible aumentar las rentas indefinidamente mediante el trabajo, y el intento de añadir capital al proceso de producción constantemente topará necesariamente con amortizaciones marginales en disminución (véase fundamentos de teoría de la producción).
"Regla del 70": Cuando un país tiene una tasa de crecimiento en su PIB de X% anual toma 70/X años duplicar la renta.
De hecho esta es una regla aproximada, aunque numéricamente muy exacta, ya que el número de años que se requiere para duplicar el ingreso viene dado por:

{\displaystyle t={\frac {1}{\log _{2}(1+X/100)}}\approx {\frac {69,31}{X}}+0,3465-0,5776X+\dots }

## Modelos para explicar el crecimiento económico

### Modelos exógenos y endógenos
En la teoría del crecimiento económico exógeno destacan los modelos de Solow (1956), Ramsey (1928), Harrod-Domar (1939) (1946) y Kaldor. Se llaman exógenos porque la variable que explica el crecimiento económico se toma como "exógena" es decir, como una variable que no es explicada por el modelo.
En la teoría del crecimiento económico endógeno destacan los modelos de Romer (1986) (1990), Barro (1990), Learning-by-doing (1962), Uzawa-Lucas (1965) (1988), Shumpeter, entre otros. Se llaman endógenos porque la variable que explica el crecimiento económico es explicada por el modelo. Y así ofrecen elementos más claros de política pública.

### Acemoglu y Robinson
Acemoglu y Robinson (2012) ¿Por qué fracasan los países? sostienen que ante todo un país necesita estabilidad política para desarrollarse económicamente.  Además, Acemoglu y Robinson dicen que la revolución industrial comenzó en Gran Bretaña porque fue el primer país que permitió la destrucción creativa necesaria para crecer económicamente en las fronteras de la tecnología. [cita requerida] Esto fue garantizado por su Declaración de Derechos de 1689, según Acemoglu y Robinson.  
Por ejemplo, subrayan que Denis Papin construyó un barco de vapor en 1705. Navegó por el río Fulda hasta la ciudad de Münden en Alemania, donde un gremio de barqueros destruyó su barco y máquina de vapor, dado que no querían competencia.[cita requerida] Pepin luego se fue a Inglaterra, donde la Royal Society publicó varios artículos científicos que escribió describiendo su trabajo. Lamentablemente, no recibió ninguna compensación por esos documentos. Murió indigente en Londres y fue enterrado en una tumba sin nombre.
Thomas Newcomen construyó una máquina de vapor usando ideas de Pepin y otros. La máquina de Newcomen se convirtió en un éxito comercial, bombeando agua de las minas de carbón que de otro modo no pudieron haber sido trabajado. Acemoglu y Robinson dijeron que la Declaración de Derechos de 1689 permitió la destrucción creativa que había sido bloqueada en Alemania.

### Modelos neoclásicos de crecimiento
El modelo de crecimiento de Solow (1956) fue el primer intento de guiar de forma analítica el crecimiento a largo plazo. Este modelo, como otros modelos de crecimiento tradicionales (Cass (1965), Koopmans (1965)), explica las diferencias en la renta per cápita en términos de la acumulación de capital (físico). En estos dos modelos, las diferencias en el factor acumulado se deben a las diferencias en las tasas de ahorro: para Solow se determinan exógenamente, para Ramsey se determina endógenamente mediante la maximización de utilidad intertemporal.
El modelo de Solow predice la convergencia hacia un estado estacionario; en ese estado estacionario, todo crecimiento per cápita surge del progreso tecnológico. Partiendo de factores idénticos en lo relativo a instituciones (gobierno y bancos centrales), funciones de producción añadidas y medidas de ahorros, todos los países tenderían a converger hacia el mismo estado estacionario. Teniendo en cuenta que no todos los países tienen las mismas características, es posible que no todos los países del mundo converjan al existir diferentes niveles de estado estacionario. De hecho, examinando datos empíricos, la convergencia solo es observable de forma limitada.
En los modelos de crecimiento exógeno no se explica la variable clave que nos indica por qué crecen las economías y por qué lo hacen a tasas distintas. La teoría del crecimiento endógeno trata de "endogeneizar" la variable del progreso técnico. Y para ello recurre al capital humano (p.ej. de educación), al cambio tecnológico (p.ej. la innovación), a las externalidades, etc. North y Thomas (1973) sostienen que la explicación fundamental en el crecimiento económico son las instituciones.

### El consenso de Washington y sus implicaciones para la teoría
En los años noventa, John Williamson publicó el Consenso de Washington, que se sugirió a todos los países en desarrollo para lograr el crecimiento.
El Informe sobre el desarrollo mundial (1991) sostuvo que las funciones de crecimiento -acumulación de capital, uso eficiente de los recursos, progreso tecnológico, y una distribución socialmente aceptable del ingreso- se lograban mejor en países con estabilidad macroeconómica, distribución de recursos por el mercado, y apertura al comercio internacional. Una política de crecimiento sostenido requiere una reducción del riesgo, velando para que no ocurran graves crisis financieras. Por último, obviamente los gobiernos necesitan respaldar reformas que eliminen o por lo menos reduzcan las restricciones al crecimiento.
Sin embargo, aunque en muchos países (como los latinoamericanos) se realizaron las reformas estructurales, no se obtuvieron los resultados esperados.

### Otras explicaciones
Jevons aseguraba en el siglo XIX que las fluctuaciones económicas se relacionaban con las manchas solares. Hoy las teorías del crecimiento económico son muy diversas y destacan las que buscan la explicación en las instituciones. Las diferencias institucionales se explicarían debido a rasgos culturales, geografía, latitud, ideología o accidentes históricos etc. Así, por ejemplo, hoy hay quienes destacan que los países fríos como Suecia tienen mayor éxito económico que países calurosos como Nigeria. En etapas primitivas de la historia de la Humanidad, el desarrollo económico y cultural se concentraba en los lugares calurosos de la Tierra, como Egipto. Hoy en día, no obstante, los estados fríos del Norte tienen índices de PIB per cápita mayores que los de estados calurosos del Trópico. Este aspecto de la economía (geografía económica)--y su influencia en migraciones humanas y estructuras políticas--fue estudiado a conciencia por Ellsworth Huntington, catedrático de Economía en la Universidad de Yale a principios del siglo XX.

## Crítica al crecimiento económico
El crecimiento económico afecta a todas las esferas: social, económica, política... El sistema actual asocia este crecimiento con el progreso y bienestar, relación cuestionada habitualmente por los críticos del capitalismo. En palabras del profesor de la Universidad Autónoma de Madrid Carlos Taibo:

En la percepción común, en nuestra sociedad, el crecimiento económico es, digámoslo así, una bendición. Lo que se nos viene a decir es que allí dónde hay crecimiento económico, hay cohesión social, servicios públicos razonablemente solventes, el desempleo no gana terreno, y la desigualdad tampoco es grande. Creo que estamos en la obligación de discutir hipercríticamente todas estas. ¿Por qué? En primer lugar, el crecimiento económico no genera - o no genera necesariamente - cohesión social. Al fin y al cabo, éste es uno de los argumentos centrales esgrimidos por los críticos de la globalización capitalista. ¿Alguien piensa que en China hay hoy más cohesión social que hace 15 años? […] El crecimiento económico genera, en segundo lugar, agresiones medioambientales que en muchos casos son, literalmente, irreversibles. El crecimiento económico, en tercer término, provoca el agotamiento de los recursos que no van a estar a disposición de las generaciones venideras. En cuarto y último lugar, el crecimiento económico facilita el asentamiento de lo que más de uno ha llamado, el "modo de vida esclavo"; que nos hace pensar que seremos más felices cuantas más horas trabajemos, más dinero ganemos, y sobre todo, más bienes acertemos a consumir.
Por detrás de todas estas aberraciones, creo que hay 3 reglas de juego que lo impregnan casi todo en nuestras sociedades. La primera es la primacía de la publicidad, que nos obliga a comprar aquello que no necesitamos, y a menudo incluso aquello que objetivamente nos repugna. El segundo es el crédito, que nos permite obtener recursos para aquello que no necesitamos. Y el tercero y último, la caducidad de los productos, que están programados para que al cabo de un periodo de tiempo extremadamente breve, dejen de servir, con lo cual nos veamos en la obligación de comprar otros nuevos.

El intento de promover el crecimiento económico por encima de cualquier otra consideración mensurable es un síntoma de lo que se conoce como productivismo, un término que se suele utilizar en tono despectivo.

### Los límites al crecimiento
El debate sobre los límites del crecimiento trata sobre el impacto ecológico del crecimiento y la creación de riqueza y progreso. Muchas de las actividades necesarias para el crecimiento económico hacen uso de fuentes de energía no renovables. Numerosos investigadores creen que estos efectos ambientales continuados pueden tener a su vez un efecto sobre los ecosistemas mundiales. 

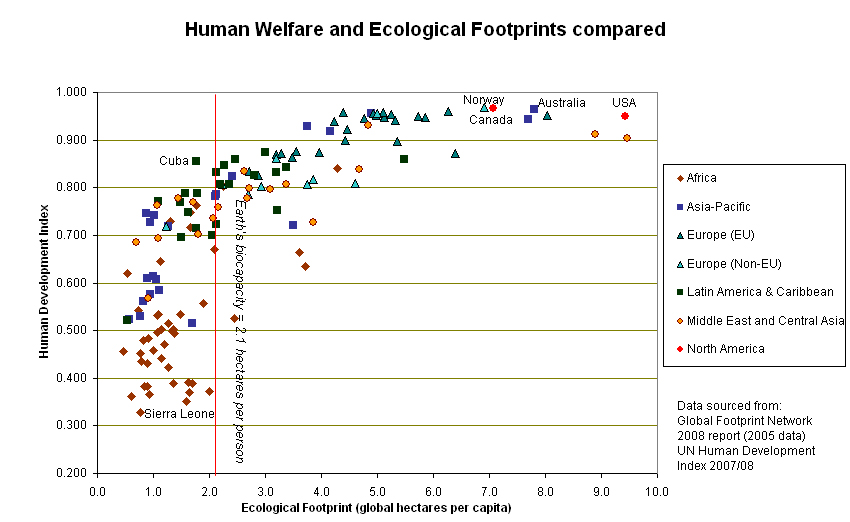
Huella ecológica frente a IDH (2006).
Se puede observar el límite de la biocapacidad de la Tierra para ese año: 2,1 ha globales.

Este impacto sobre el medio ambiente es lo que trata de cuantificar la huella ecológica. Así, para el año 2005 se estimó el número de hectáreas globales (hectáreas bioproductivas) por persona en 2,1. Sin embargo, para todo el mundo, el consumo se situó en 2,7. Por lo tanto, al menos para este año (y la tendencia es creciente, pues en 2003 la huella ecológica mundial se estimó en 2.23), estuvimos sobre-consumiendo respecto de la capacidad del planeta; o lo que es lo mismo, estamos destruyendo los recursos a una velocidad superior a su ritmo de regeneración natural.
Afirman que los efectos acumulados sobre los ecosistemas imponen un límite teórico al crecimiento. Algunos recurren a la arqueología para citar ejemplos de culturas que parecen haber desaparecido porque crecieron más allá de la capacidad de sus ecosistemas para albergarlas, como afirma por ejemplo Duncan que ocurrirá también con nuestra civilización (Teoría de Olduvai). Su predicción es que los límites al crecimiento podrían acabar haciendo imposible el crecimiento basado en el consumo de fuentes de energía. La solución que proponen es aplicar los principios del Decrecimiento: es decir, reducir el consumo y la producción hasta niveles en los que los recursos se puedan regenerar de forma natural, a la par que se distribuye la riqueza de los países ricos al resto del mundo. Este concepto no debe ser confundido con el de desarrollo sostenible, pues este último cree que sí sería posible continuar aumentando el crecimiento, a la par que se protegiese el medio ambiente. Otros son más optimistas y creen que, si bien pueden detectarse efectos ambientales locales, los efectos ecológicos a gran escala son menores. Los optimistas afirman que si estos cambios ecológicos a escala mundial existen, el ingenio humano encontrará la forma de adaptarse a ellos.
El ritmo o tipo de crecimiento económico puede tener importantes consecuencias para el medio ambiente (el clima y el capital natural de los ecosistemas). La preocupación por los posibles efectos negativos del crecimiento sobre el medio ambiente y la sociedad ha llevado a ciertos sectores científicos a defender niveles de crecimiento menores, de donde viene la idea del decrecimiento económico y los partidos verdes, que piensan que las economías nacionales son parte de una sociedad mundial y de un sistema ecológico global, por lo que no pueden explotar su capacidad de crecimiento natural sin dañarlos. 
El científico canadiense David Suzuki afirmó en los años 90 que los ecosistemas solo pueden soportar un crecimiento anual de entre un 1,5 y un 3 % anual, y que por lo tanto cualquier intento de conseguir mayor rendimiento por parte de la agricultura o los bosques necesariamente acabará por canibalizar el capital natural del suelo o los bosques. Hay quien piensa que este argumento se puede aplicar incluso a las economías más desarrolladas. Los economistas convencionales opinan que las economías avanzan gracias a los avances tecnológicos, por ejemplo: ahora tenemos ordenadores más rápidos que hace un año, pero no necesariamente un número mayor de ordenadores. Quizá nos hayamos librado de las limitaciones físicas apostando más por el conocimiento que por la producción física.
Por otra parte es un hecho histórico que en los últimos dos siglos el crecimiento económico ha presentado fluctuaciones y crisis cíclicas en todos y cada uno de los países y en el ámbito internacional. Todo auge económico conduce finalmente a la recesión y la crisis, la cual termina por abrir las condiciones para la reactivación, que a su vez despeja el camino para un nuevo auge. El ciclo económico estudiado por Clemente Juglar, Karl Marx, Wesley Mitchell, Joseph Schumpeter, Nikolai Kondratieff y otros notables economistas, es una realidad para tener en cuenta sin la cual es imposible cualquier estimación seria sobre el crecimiento económico.